# Slängbäckens naturreservat
Slängbäckens naturreservat är ett naturreservat i Katrineholms kommun i Södermanlands län.
Området är naturskyddat sedan 2023 och är 21 hektar stort. Reservatet ligger sydost om Strångsjö och består av kalkpräglad skog och bäckdråg. 